# Bandiera della Guinea
La bandiera della Guinea è stata adottata il 10 novembre 1958. È composta da un tricolore a bande verticali con i classici colori panafricani (rosso al lato del pennone, giallo e verde).
L'adozione di questi tre colori simboleggia "la continuità del movimento di emancipazione umana". 
La fascia rossa rappresenta lo spargimento di sangue per l’indipendenza del Paese. La fascia gialla rappresenta il sole e la ricchezza mineraria del paese. La fascia verde rappresenta le risorse naturali e la ricchezza agricola del paese.
I colori della bandiera riflettono i colori dei principali partiti politici che hanno guidato la lotta per l’indipendenza: il Partito Democratico della Guinea (PDG) e l’African Democratic Rally (RDA).

## Bandiere storiche

Bandiera del Regno di Fouta Djallon (pre-1896)
Bandiera del Regno di Fouta Djallon sotto il protettorato francese (1896-1912)